# Делорм, Марион
Марио́н Дело́рм (фр. Marion Delorme, 3 октября 1613, Блуа — 2 июля 1650) — французская куртизанка, хозяйка литературного салона, жившая в Париже на площади Вогезов.

## Биография
Марион Делорм родилась в городе Шалоне-на-Марне, в Шампани, в семье судебного пристава мэтра Граппэна и его супруги Франсуазы. Её восприёмниками при крещении стали маркиз де Вилларсо и его двоюродная сестра графиня Сент-Эвремон. Очень молодой прибыв в Париж и получив значительное наследство, она пленила своей красотой поэта Жака Валлэ-Дебарро, сына министра финансов Генриха IV; его вскоре сменили герцог Бекингем, несчастный Сен-Мар, от которого она родила трёх признанных детей, д'Эмери и др.
В числе обожателей Делорм были Ришельё, принцы Конде и Конти, король Людовик XIII. Во время Фронды её дом сделался сборным пунктом вождей этой партии. Кардинал Мазарини приказал её арестовать, но она внезапно умерла.
К этим историческим фактам примешиваются рассказы, что Делорм сама распространила слух о своей смерти и убежала в Англию, что она затем имела 3 мужей, из которых один был разбойничьим атаманом, и что она жила до 1706 или 1741 г.

## В культуре
- Марион Делорм выведена на сцену в романе Альфреда де Виньи «Сен-Мар», драме «Марион Делорм» Виктора Гюго (заглавную роль исполняла, среди других, Сара Бернар), её черты вошли в образ Миледи Винтер в романе Дюма Три мушкетера, книгу о ней написал Жозефен Пеладан и др.
- Русский композитор Павел Макаров создал оперу «Марион Делорм», также ей посвящены оперы Амилькаре Понкьелли и Джованни Боттезини, Antonio Scontrino[англ.]
- В честь Марион Делорм во французской кухне назван гарнир из донышек артишоков, начинённых пюре из шампиньонов с луком, и орехового картофеля, который подают к мясу и птице[4].